# 馬氏深水三鰭䲁
馬氏深水三鰭䲁（學名：Forsterygion malcolmi），為輻鰭魚綱䲁形目三鰭䲁科深水三鰭䲁屬的一個種，分布於西南太平洋紐西蘭海域，為特有種，深度2至35公尺，本魚呈圓柱狀，後側扁平，嘴巴向上傾斜，缺刻鱗片不存在，身體黃色，具有沿著身體上側延伸的寬黑色條紋，頭和鰓呈橄欖褐色，有淺色條紋，身體有6條寬闊的紅色垂直條紋，其間有不規則的白色條紋，背鰭3個，背鰭硬棘27-32枚、背鰭軟條12-16枚、臀鰭硬棘2枚、臀鰭軟條26-30枚，體長可達12.2公分，棲息在沿海潮間帶，喜歡含有海綿與苔蘚蟲的懸壁部分與洞穴，以甲殼類與小腹足類為食，雌魚產附著性卵在藻類築的巢，雄魚會守護卵，幼魚為浮游性，生活習性不明。